# TopSolid
A TopSolid teljesen integrált CAD/CAM rendszert a francia Missler Software cég fejlesztette az ipar különböző területeire. Integrált rendszer esetében a teljes tervezési gyártás előkészítési folyamatot egy rendszerben lehet tartani, ami a gyártásnak nagy biztonságot és igen nagy sebességet biztosít. A TopSolid alapfilozófiája az, hogy több iparterületen is teljes rendszert adjon a felhasználók kezébe, így az általános és mechanikai tervezéshez lett optimalizálva a TopSolid'Design, a lemezmegmunkáló iparra a TopSolid'Sheetmetal, a bútoriparra a TopSolid'Wood, a szerszámgyártáshoz a TopSolid'MOLD, Electrode és Progress, és a megmunkálógépek programozásához a TopSolid'CAM és Wire modul. Természetesen a tervezési feladatok elvégzéséhez hozzá tartozik a rajzkészítés is, amit a TopSolid 2D rajzoló moduljában lehet elvégezni.

## Formátumok
A TopSolid CAD/CAM rendszer a ParaSolid geometriai maggal dolgozik. Több mint 15 be és kimeneti formátumot képes lekezelni a rendszer (Step, X_T, Inventor, NX, SolidEdge, SolidWorks, CATIA V4-V5, Pro-E, VDA, DXF, DWG, ...).

## Elterjedtség
Jelenleg több mint 10.000 TopSolid felhasználó van világszerte. A világranglistán a 8. helyen tartózkodik és folyamatosan évről évre erősödik.
A TopSolid'Cam az egyik legkeresettebb termék, ami a 2,5-3-4-5 tengelyes megmunkálóközpontok összetett esztergák és MillTurn gépek NC kódjának előállítását teszik lehetővé.

## Rendszerkövetelmények
Windows XP, Vista, 7 x86, x64 rendszereken futtatható a TopSolid. Alapesetben 2GB RAM és egy OpenGL szabványos videókártya elegendő a futtatásához. De amennyiben nagy összeállításokat kell kezelni (nagyméretű szerszámok, sok alkatrészből álló célgépek) ajánlott a x64-es rendszer telepítése, 8GB RAM és egy erős videó-kártya használata.

## Magyarország
A TopSolid összes modulja magyar nyelven is elérhető.
Jelenleg több mint 100 licenc van használatban Magyarországon.

## Tervező modulok összefoglalója

### TopSolid'Design - tudásalapú tervezés
A TopSolid'Design alapmodul egy könnyen használható asszociatív parametrikus tervezési lehetőségeket ad a felhasználója kezébe. A drótváz-felület és testmodellezésen túl lehetőség van csőhálózat tervezésre és lemeztervezésre is. A lemeztervezői része kimenetet biztosít a kontúrvágó és hajlítógépek irányába is. A csőhálózat tervezési modulban lehetőség van léghálózati lemezcsövek és átmeneteinek tervezésére is. A tervezést kinematikai és dinamikai és egy végeselem-analízis modul teszi teljessé.
A TopSolid legnagyobb erőssége a tudásalapú szabványelem tár, ami több tízezer alkatrész modelljét és beépítési automatizmusát tartalmazza. Ez a tár a felhasználó által is bővíthető.

### TopSolid'Mold - tudásalapú fröccsöntő szerszám tervezés
A TopSolid'Mold teljesen átfogó megoldást nyújt az osztófelületek létrehozásától a betétek tervezésétől a teljes szerszámház felépítéséig és az azt követő rajzkészítésig. Jelenleg 19 gyártó 80-100%-os szabványelemkészletével rendelkezik (pl.: HASCO, DME, Meusburger, Rabourdin, Futaba, ...), beillesztéskor létrejönnek a szabványelemekhez meghatározott tűrésezett kidolgozások is. A szerszámházak teljesen parametrikusak, ezért egy normáliából kivett szerszámházat is teljesen átszabhatjuk a saját szabványainknak megfelelően.
A TopSolid'Mold jelentős újdonsága, az un. előtervezési mód. Ebben a módban a szerszám tervezését nem a klasszikus rangsor szerint építjük fel (osztógörbe -osztófelületek - betétek, formaadók - szerszám), hanem fordítva (elő-betétek - szerszám - osztógörbe - osztófelületek - betétek, formaadók véglegesítése). Ezzel a módszerrel óriási időt takaríthatunk meg, mivel a tervezési ciklus negyedénél rendelhetjük meg a szerszám szabványelemeit és a megmunkálandó anyagokat.

### TopSolid'Electrode - elektróda tervezés
Tömeges elektródakészítés esetén az elektróda modul nagyon nagy termelékenységet eredményez. Számos automatizmussal, test és felületmodellezéssel és hozhatóak létre elektródák. Az elektródákhoz megadhatjuk a szikrázási módot, bolygatási ofszetet és egyéb megmunkálási és szikrázási adatokat. A TopSolid'CAM felismeri az elektródákat, és paraméterek megadása nélkül képes elkészíteni a bolygatási módtól és ofszettől függő szerszámpályát, akár 2D vagy 3D bolygatási ofszetekkel is

### TopSolid'Progress - tudásalapú présszerszám tervezés
Az egy vagy többlépcsős présszerszámok tervezéséhez kialakított TopSolid'Progress lekezeli az egyszerű hajlításokkal és lyukasztásokkal előállított és a nagy bonyolultságú mélyhúzott lemeztermékek szerszámainak tervezését is. A lemezfelismerő algoritmusának köszönhetően tökéletesen kezeli a más rendszerek által létrehozott lemezmodelleket is. A mélyhúzott lemezek kiterítéséhez a világelső Autoform szállítja az algoritmust. Jelenleg 11 gyártó 80-100%-os szabványelemkészletével rendelkezik (pl.: EOC, FIBRO, STRACK, Rabourdin, Futaba, Misumi, ...). A sávterv elkészítése után a matricák és bélyegek létrehozása automatikus, számítja a lyukasztási és hajlítási erőket, amit későbbiekben az intelligens rugóbeillesztéshez is felhasználhatunk.

### TopSolid'Wood - tudásalapú bútoripari tervezés
A TopSolid'Wood egy jelenleg konkurencia nélküli termékcsomag szerves része, ami a tudásalapú bútoripari tervezés gyártás tervezési feladatait látja el. Óriási sebességgel lehet egyedi vagy sorozatgyártású bútorokat tervezni, ahol a tervezés alatt a gyártási folyamatok is belekerülnek az alkatrészekbe. Támogatja az automatikus lamellózást, csapolás, excenteres rögzítést, továbbá speciális faipari műveleteket is tartalmaz. Lehetőség van a tervezett bútor mozgás-analízisére (ajtók, fiókok egymásra nyílása) és a tervezés végén fotorealisztikus képet is készíthetünk a rendszerből.

## Megmunkáló modulok összefoglalója

### TopSolid'CAM - marógépek, összetett megmunkálóközpontok programozása
A TopSolid'CAM gép-modell alapú CAM programozást kínál felhasználóinak. Eleinte a 4-5 tengelyes programozás könnyítése érdekében volt fontos a teljes kinematikai gépszimuláció, de mára olyan mértékű tapasztalatok halmozódtak fel, hogy az összetett megmunkálógépek teljes ütközés-mentes vezérlése is játszva oldható meg a rendszerrel. Nem meglepő, hogy világ legnagyobb összetett maró-eszterga gyártói pl. a Mazak, Okuma, WFL, ... is a TopSolid' CAM-et ajánlják felhasználóiknak.
Előnyei közé tartoznak a valós idejű testmodell vagy poligon-modell alapú alapanyag kezelés, a megmunkálási eljárások alakzat vagy sajátosság alapú ajánlása, alapanyag változási és megmunkálógép szimuláció. Természetesen a szoftver támogatja a legfejlettebb HSM megmunkálásokat.
A megmunkálógép kapcsolati oldalon több mint ezer különböző posztprocesszor között válogathatunk. Fontos, hogy a ciklusokba szervezhető mozgásokat a posztprocesszor felismeri és vezérlők belső ciklusaira optimalizálja, így a kézi programozáshoz hasonlóan kialakított programot kapunk.

### TopSolid'Wire - huzalszikra gépek programozása
A modul segítségével 2-4 tengelyes parametrikus huzalszikra programozásra van lehetőség. A szerszámtervezői modulok hatékony kiegészítője lehet, bonyolult átbontásokat tartalmazó alkatrészek programozása esetén. Több mint egy tucat gép teljes technológiai adatbázisát tartalmazza, ahol a programon kívül a teljes forgácsolási technológiát is meghatározhatjuk.

### TopSolid'Sheetmetal - lemezipari gépek programozása
A TopSolid'Sheetmetal szoftver stancológépek, lézer, plazma, vízsugaras vágógépek és kombigépek programozását teszi lehetővé. Az összetett gépmozgásokon kívül a kiszolgálóegységek teljes működtetését is koordinálni tudja. Több mint 140 posztprocesszor közül válogathatunk.

### TopSolid'WoodCAM - faipari CNC gépek programozása
A TopSolid'WoodCAM összetett akár 40-100 főorsót is tartalmazó gépek vezérléséhez használható szoftvermodul. A TopSolid'Wood ban tervezett bútor elemeinek gyártás-előkészítését segíti. Automatikus, fél-automatikus módszereket biztosít a többtengelyes hornyok, furatok, zsebek elkészítéséhez. A CNC programokhoz villámgyorsan készíthetünk szerszámlapokat és munkalapokat a gépkezelőknek, így biztosítható a gyors és hatékony termelés a faipari műhelyekben is.

## Linkek
- Hivatalos TopSolid oldal: www.topsolid.hu
- Hivatalos TopSolid fórum: forum.topsolid.com
- Hivatalos TopSolid FTP: ftp.topsolid.com
- Magyarországi képviselet: www.cadcamsolutions.hu